# Топір

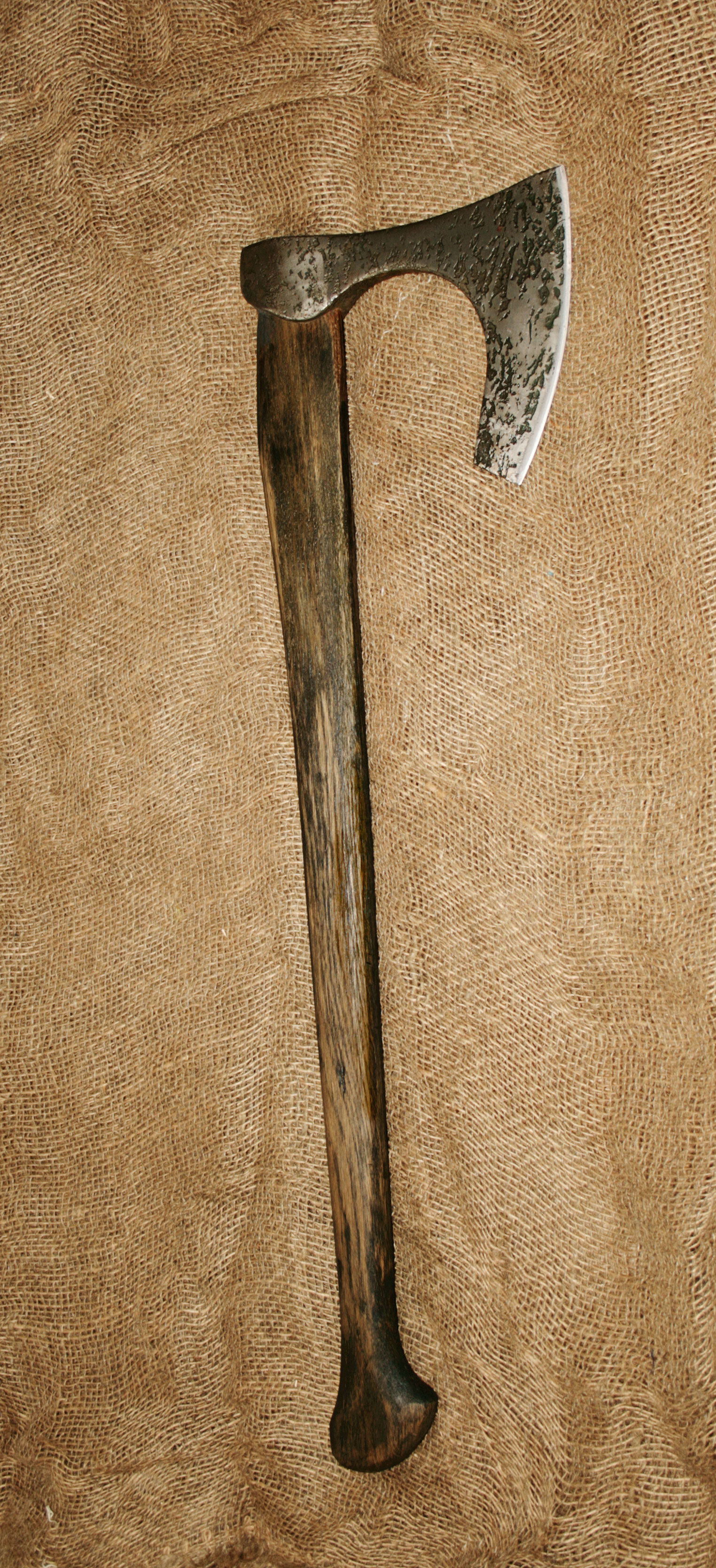
Реконструкція руського топора X—XII ст.ст.

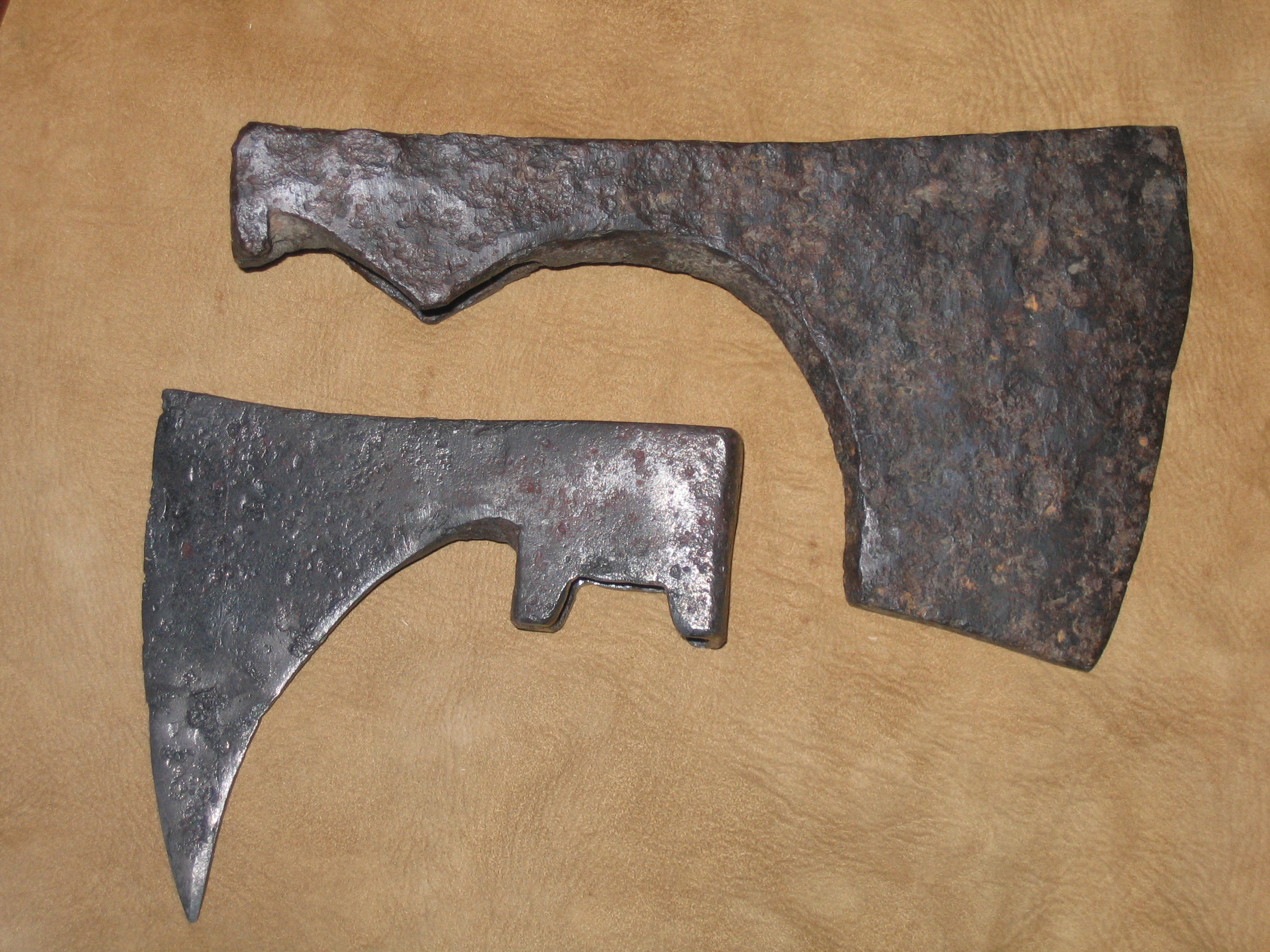
Леза топорів вікінгів

Топі́р (прасл. *toporъ) — холодна зброя, різновид бойової сокири. Особливістю топора було лезо у вигляді півмісяця, зі зогостреною опуклою частиною до 30 см завдовжки. Частіше за все топір був важким і мав довге руків'я, що уможливлювало завдавати сильних ударів і прорубати обладунки. Для стягання вершника з коня та пробивання обладунку деякі топори мали на обусі міцний довгий шип або гак. Топір був відомий у багатьох країнах. Був широко поширений у Давній Русі, де він уживався здебільшого пішими воїнами. Надалі (до XV століття) топір був витіснений бердишем та алебардою.

## Види топорів
- Бородоподібний топір
- Норвезький топір
- Руський топір
- Скандинавський (данський) топір
- Широколезовий топір